# Posy Simmonds

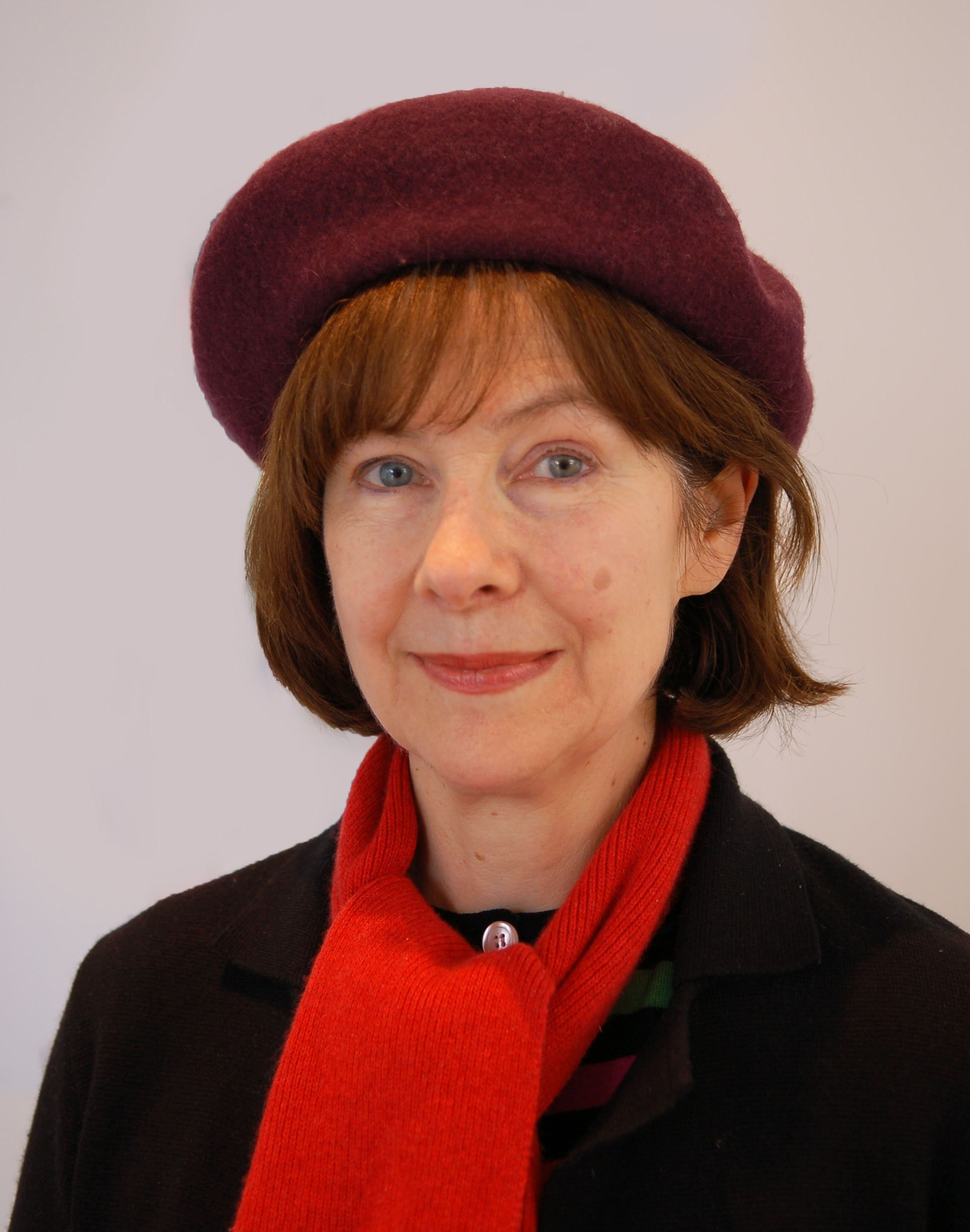
Posy Simmonds (2009)

Rosemary Elizabeth „Posy“ Simmonds (* 9. August 1945 in Cookham, Berkshire) ist eine britische Cartoonistin, Illustratorin, Schriftstellerin, Verfasserin von Graphic Novels und Kinderbüchern. Bekannt wurde sie durch ihre Arbeiten in der Zeitung The Guardian, für die sie u. a. die Serien Gemma Bovary, Tamara Drewe und Cassandra Darke zeichnete, die auch in Buchform erschienen. Gemma Bovary und Tamara Drewe wurden zudem verfilmt. Ihre Comics und Graphic Novels zeigen ein vielschichtiges Bild der britischen Gesellschaft, wobei die englische Middle-class, insbesondere typische Vertreter des Kulturbetriebs, meist im Mittelpunkt stehen.

## Leben
Rosy Simmonds’ Eltern betrieben einen Milchbauernhof, auf dem sie mit ihren drei Brüdern und einer Schwester aufwuchs. Sie wurde schon als Kind beeinflusst durch die von ihren Eltern abonnierte und gesammelte Zeitschrift Punch und die Cartoons von George du Maurier, „Fougasse“ (Cyril Kenneth Bird), „Pont“ (Graham Laidler), „Anton“ (Antonia Yeoman) und Ronald Searle. Sie las US-Comics wie Superman, Batman, Micky Maus, Hefte des EC-Comics-Verlags, Horror- und Mordstorys.
Sie begann als Kind mit dem Zeichnen und wurde später von einer lokalen Künstlerin unterrichtet, die schon an der Royal Academy of Arts ausgestellt hatte. Im Alter von 11 Jahren wurde Simmonds in ein privates Mädcheninternat geschickt – der Queen Anne’s School in Caversham einem Vorort von Reading.
Nach ihrem Schulabschluss ging sie nach Paris und studierte Kunst an der École nationale supérieure des beaux-arts de Paris (ENSBA Paris).
Simmonds studierte danach Grafikdesign am Central School of Art in London. Sie lernte dort den Dozenten Richard Hollis kennen, den sie 1974 heiratete.
Nach Beendigung ihres Studiums arbeitete Simmonds zunächst als Freelancer für einige Magazine, darunter The Black Dwarf, The Times, Cosmopolitan und Reader’s Digest.
Ihren ersten regelmäßig bezahlten Job bekam sie 1969 mit dem Zeichnen eines täglichen Cartoons mit dem Titel Bear für Rupert Murdochs Boulevardzeitung The Sun.

1972 begann Simmonds für die Zeitung The Guardian zu arbeiten, wo sie zunächst Artikel illustrierte. Im Jahr 1977 wurde sie von dem damaligen Herausgeber Peter Preston gefragt, ob sie einen Comic-Strip für die Frauenseite zeichnen wolle. Ab Mai 1977 zeichnete sie einen wöchentlichen Strip unter dem Titel The Silent Three of St. Botolphs. Der Comic war gedacht als Hommage an den 1950er-Jahre-Comic-Strip The Silent Three of St. Kit’s von Evelyn Flinders (1910–1997) und zeigte das Leben dreier Freundinnen mittleren Alters, die sich seit ihrer Schulzeit kannten: Wendy Weber, eine ehemalige Krankenschwester, die mit dem Dozenten für Soziologie George verheiratet war und eine große Zahl von Kindern hatte; Jo Heep, verheiratet mit dem Whiskyverkäufer Edmund und zwei rebellischen Teenagern; und Trish Wright, verheiratet mit dem Werbefachmann und Schürzenjäger Stanhope und mit einem kleinen Baby. Der Strip, der zuletzt einfach als Posy bekannt war, erschien von 1977 bis 1987 und umfasste insgesamt 199 Zeichnungen. Später wurden diese unter den Titeln Mrs Weber's Diary, Pick of Posy, Very Posy und Pure Posy in Buchform veröffentlicht. 1981 verfasste Simmonds ein Originalbuch mit den gleichen Charakteren unter dem Titel True Love.
Ab 1987 wandte sich Posy Simmonds verstärkt der Schriftstellerei und Illustration von Kinderbüchern zu, darunter Fred, das später unter dem Titel Famous Fred verfilmt wurde. Andere Kinderbücher waren Lulu and the Flying Babies, The Chocolate Wedding und Lavender.
Daneben zeichnete sie weiterhin Illustrationen für Zeitungen und kehrte 1992 mit dem wöchentlich erscheinenden Comic-Strip J D Crouch zum Guardian zurück. Der Strip, der ein Jahr lang lief, handelte von den Missgeschicken eines mürrischen männlichen Romanciers mittleren Alters.
In den späten Neunzigern zeichnete sie für den Guardian Gemma Bovery, die Gustave Flauberts Madame Bovary in eine satirische Geschichte über englische Auswanderer in Frankreich umwandelte. Gemma Bovery wurde 1999 in Buchform veröffentlicht und 2014 verfilmt.
2002 bis 2004 erschien von Simmonds in der Samstagsausgabe des Guardian Literary Life, in dem sie alle Aspekte literarischen Lebens verspottete.
Von 2005 bis 2006 zeichnete sie – ebenfalls für den Guardian – Tamara Drewe. Inspiriert von Thomas Hardys Roman Far from the Madding Crowd (Am grünen Rand der Welt) von 1874, beleuchtete Simmonds den Alltag und das Sexleben britischer Literaten. Tamara Drewe wurde 2007 in Buchform veröffentlicht und 2010 von Stephen Frears unter dem Titel Immer Drama um Tamara verfilmt.
Auch ihre Graphic Novel Cassandra Darke (2018) erschien zunächst als Comic-Strip im Guardian, bevor die Veröffentlichung in Buchform erfolgte. In Cassandra Darke verbindet Simmonds gesellschaftskritisches Panorama mit psychologischen Porträts der Hauptfiguren. Die Geschichte orientiert sich unter auch an Charles Dickens’ Geschichte A Christmas Carol, in der Dickens die sozialen Missstände des viktorianischen Englands kritisierte.
Markenzeichen von Posy Simmonds ist eine spezielle Text/Bild-Komposition. Auf umfangreiche reine Textpassagen folgen Bilder mit und ohne Sprechblasen.
Die erste Retrospektive ihres mehr als fünfzigjährigen Schaffens war 2021 im Cartoonmuseum Basel zu sehen.

## Ehrungen und Auszeichnungen
- 1980 Cartoonist of the Year
- 1982 Cartoonist of the Year
- 1998 National Art Library Illustration Award[12]
- 2002 Ernennung zum Member of the British Empire[13][6]
- 2009 Prix de la critique auf dem Internationalen Comicfestival in Angoulême für Tamara Drewe[3]
- 2024 Grand Prix de la Ville d’Angoulême des Internationalen Comicfestivals in Angoulême für ihr Lebenswerk[14]

## Veröffentlichungen
Graphic Novels
- The Posy Simmonds Bear Book (1969)
- Bear (1974)
- More Bear (1975)
- Mrs Weber's Diary (1979)
- True Love (1981)
- Pick of Posy (1982)
- Very Posy (1985)
- Pure Posy (1987)
- Mustn't Grumble (1993)
- Gemma Bovery (1999)
  - Deutsch: Gemma Bovery. Übersetzt von Annette von der Weppen. Reprodukt-Verlag, 2011 ISBN 978-3-941099-72-2
- Literary Life (2003)
- Tamara Drewe (2007)
  - Deutsch: Tamara Drewe. Übersetzt von Uli Pröfrock. Reprodukt-Verlag, 2010 ISBN 978-3-941099-31-9
- Cassandra Darke (2018)
  - Deutsch: Cassandra Darke. Übersetzt von Sven Scheer. Reprodukt Verlag, 2019 ISBN 978-3-95640-196-1

Kinderbücher
- Fred (1987)
- Lulu and the Flying Babies (1988)
- The Chocolate Wedding (1990)
- Matilda: Who Told Lies and Was Burned To Death (1991)
- Bouncing Buffalo (1994)
- F-Freezing ABC (1996)
- Cautionary Tales And Other Verses (1997)
- Mr Frost (2001)
- Lavender (2003)
- Baker Cat (2004)

## Ausstellung
- 2021: Close Up. Cartoonmuseum Basel[15]